# Карлофорте
Карлофорте (итал. Carloforte) је насеље у Италији у округу Карбонија-Иглесијас, региону Сардинија.
Према процени из 2011. у насељу је живело 5560 становника. Насеље се налази на надморској висини од 4 м.

## Становништво
| 1951. | 1961. | 1971. | 1981. | 1991. | 2001. | 2011. |
| ----- | ----- | ----- | ----- | ----- | ----- | ----- |
| 7.322 | 7.275 | 6.849 | 6.625 | 6.629 | 6.444 | 6.301 |